# Ве (коммуна)
Ве (фр. Veix, окс. Ves) — коммуна во Франции, находится в регионе Лимузен. Департамент — Коррез. Входит в состав кантона Треньяк. Округ коммуны — Тюль.
Код INSEE коммуны — 19281.
Коммуна расположена приблизительно в 380 км к югу от Парижа, в 60 км юго-восточнее Лиможа, в 28 км к северу от Тюля.

## Население
Население коммуны на 2008 год составляло 71 человек.
| 1962 | 1968 | 1975 | 1982 | 1990 | 1999 | 2008 |
| ---- | ---- | ---- | ---- | ---- | ---- | ---- |
| 186  | 194  | 146  | 110  | 80   | 72   | 71   |

## Экономика
В 2007 году среди 31 человек в трудоспособном возрасте (15-64 лет) 21 были экономически активными, 10 — неактивными (показатель активности — 67,7 %, в 1999 году было 56,1 %). Из 21 активных работали 21 человек (11 мужчин и 10 женщин), безработных не было. Среди 10 неактивных 2 человека были учениками или студентами, 4 — пенсионерами, 4 были неактивными по другим причинам.